# Standing My Ground
Standing My Ground — студійний альбом американського блюзового музиканта Кларенса «Гейтмаус» Брауна, випущений у 1989 році лейблом Alligator.

## Опис
Цей альбом поєднує майже усі напрямки і стилі, в яких працює Кларенс Браун: блюз, джаз, кантрі, і навіть зайдеко («Louisiana Zydeco»), а також демонструє його здібності як музиканта-мультиінструменталіста: він грає на гітарі, скрипці, ударних і фортепіано. Браун виконув ніжну ритм-енд-блюзову баладу Чака Вілліса «What Am I Living For?», «Got My Mojo Working» у фанковій манері, та інші власні пісні.

## Список композицій
1. «Got My Mojo Working» (Престон Фостер) — 4:45
2. «Born in Louisiana» (Кларенс Браун) — 3:50
3. «Cool Jazz» (Кларенс Браун, Ден Матраццо) — 4:53
4. «I Hate These Doggone Blues» (Кларенс Браун) — 4:35
5. «She Walks Right In» (Кларенс Браун) — 3:06
6. «Leftover Blues» (Кларенс Браун) — 3:47
7. «Lousisiana Zydeco» (Кларенс Браун) — 3:18
8. «What Am I Living For?» (Арт Гарріс, Фред Джей) — 3:54
9. «Never Unpack Your Suitcase» (Кларенс Браун) — 4:32

## Учасники запису
- Кларенс «Гейтмаус» Браун — вокал, гітара, скрипка, фортепіано (9), ударні (5)
- Томмі Моран, Роб Флеммінг — гітара
- Гарфілд Вердайн, Лоуренс Сіберт — фортепіано
- Ларрі Маршалл — орган
- Гарольд Флойд — бас-гітара
- Ллойд Геррман, Кенні Браун — ударні
- Денніс Тейлор, Білл Семюел — саксофон
- Боббі Кампо — труба
- Ерні Готро — тромбон
- Білл Семюел — аранжування [духових] (2, 5, 6)

додаткові музиканти
- Терренс Сімьєн — акордеон
- Ерл Селлі — пральна дошка
- Девід Крейг, Френк Сміт, Майк Пейс, Боббі Браун — бек-вокал

Технічний персонал
- Джим Бейтмен, Кларенс «Гейтмаус» Браун — продюсер
- Девід Фаррелл — інженер, мастеринг
- Метт Майнд — обкладинка, дизайн
- Скотт Трелькельд — фотографія обкладинки (1986)